# Mozo de espadas

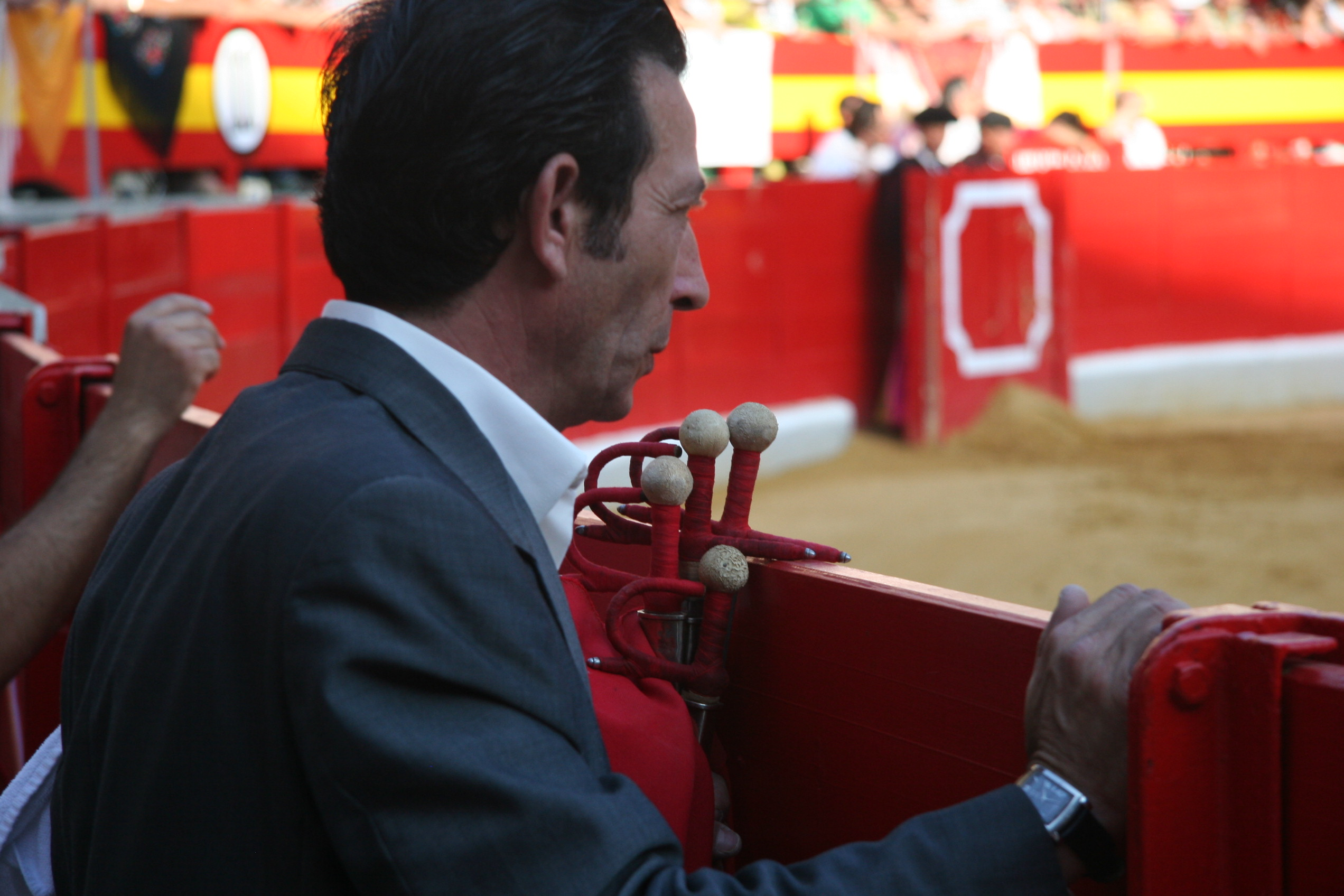
Antonio Márquez,mozo de espadas, listo para las atenciones de su matador.

El mozo de espadas o estoques es aquel hombre que asiste únicamente a un matador durante el desarrollo de la corrida de toros desde el callejón facilitándole todos los avíos que necesite (capotes, muletas, montera, estoque simulado, estoque de acero y el verduguillo o descabello). En momentos previos al festejo es este quien viste al diestro y se encarga de la organización de todos los elementos necesarios para cada viaje.
El diestro suele contar con el mozo de espadas, además de asistente y secretario personal, como hombre incondicional, con lo cual no es de extrañar que se pueda ver entre las filas de los diestros más punteros a los hermanos u otros familiares así como íntimos amigos de los matadores en cuestión.
El mozo de espadas, cada vez de forma más habitual, dispone de un compañero que le ayuda a desempeñar todas las labores propias del mozo de espada y que este no puede realizar por un motivo u otro. Últimamente, salvo en contadas excepciones, el "ayuda" se encarga de limpiar todos los instrumentos del matador Así como los de los banderilleros.

## El mozo de espadas: una profesión de orgullo y devoción
Probablemente es la figura de la cuadrilla más desconocida por su falta de protagonismo público, no así por su importancia, ya que es la persona que da confianza, apoyo y devoción incondicionalmente a su maestro. Siempre, pase lo que pase, buscando la tranquilidad de su matador en todo momento y por encima de todo.
Podríamos decir que es la otra media naranja de la figura. Se adelanta a las necesidades y los pensamientos de su maestro. Es la persona que vive no solo de los momentos de incertidumbre, de inseguridad y de intimidad con el matador, sino es el que, con grandes conocimientos y complicidad, habla con él dentro y fuera de la plaza con una sola mirada.
La figura del mozo de espadas cuenta con la ayuda para el desempeño del trabajo del ayuda de mozo de espadas. Estos además se ayudan entre ellos para que cada uno tenga mayor libertad mientras está toreando su matador.

## Ocupaciones antes de la corrida
Su trabajo consiste en prever, organizar, controlar y solucionar cualquier imprevisto en cualquier momento y sea del tipo que sea.
Su temporada inicia el día que es contratado por su matador hasta el día en que se rescinde dicho contrato. Su responsabilidad profesional se compone de varios pilares básicos: su matador, su cuadrilla y el trabajo administrativo de todo lo relacionado con la temporada, asegurándose que todo va bien, siempre protegiendo la figura del matador. Antes y durante ella se encarga de arreglos y compra de los utensilios necesarios para cada corrida.
El mozo de espadas supervisa con dedicación y constancia los trajes que elige su matador, manteniendo una estrecha relación con los sastres. Asegurándose en llevarle lo que él sabe que necesita y quiere. Desde el traje, la taleguilla, el fajín, el corbatín, los leotardos, la camisa, el añadido, las zapatillas, la montera, el capote de paseo, muleta y espadas, hasta los utensilios básicos, como espuerta, fundón, caja de banderillas, y costurero (importante herramienta de trabajo para el mozo de espadas).
Todo tiene que estar a punto, y es el principal cometido del mozo de espadas el tenerlo todo coordinado, antes de que su matador se lo pida. Se encarga de realizar las reservas hoteleras y coordinar los viajes. Él mismo, distribuye las habitaciones a todos los compañeros de la cuadrilla, asignándole, siempre, al matador la más tranquila y de amplitud mayor, cuidando del descanso placentero del Maestro y cerca de la suya para no perder ni la comunicación ni los deseos de su torero. Una vez llegados al hotel el papel del mozo de espadas continúa: horarios de las comidas, coordinación con la furgoneta, horas de salidas, facturación, etc.
A lo largo de la mañana, llega la hora del sorteo matutino, momento en el que soluciona el tema de pases, invitaciones, entradas, documentación acreditativos para la corrida y seguros sociales.
Llega uno de los momentos íntimos del mozo de espadas, cuando más se despierta su instinto protector. A partir de ese instante, ya no existe nada ni nadie más importante que su maestro. Cada mozo de espadas tiene su propio procedimiento, pero siempre debe respetar las costumbres y supersticiones de su matador.
Luego llega el momento cumbre del ritual de preparar la silla, el mozo acomoda cuidadosamente el traje, siguiendo su
propio orden. La chaquetilla, el chaleco, la taleguilla, el fajín, el corbatín, los leotardos, la camisa, el añadido, las zapatillas, la montera y el capote de paseo, asegurándose que todo está listo para la gran tarde y que no falle nada.
Posteriormente, tras el ligero almuerzo y tiempo queda cuando, llega el momento del descanso para iniciar en breve, las horas de nervios, valentía y ansiedad, muchas veces escondida en el miedo. Son sentimientos que vive el matador y que el mozo de espadas entiende y comparte con él. Desde la ilusión de la tarde en general, el temor por la meteorología, hasta la mirada del toro en la plaza. Una burbuja de intensos sentimientos conocidos y compartidos por el torero y su compañero.
El matador lo vive porque arriesga su vida y se debe a su público y el mozo de espadas, porque su anhelo y su Empeño es ver un su tranquilo con el maestro y disfrutar, de su estar bien Independientemente de la faena en la plaza.
Generalmente, los medios de comunicación y una hora antes del festejo el mozo de espadas viste a su matador. Llega el momento más íntimo probablemente, entre ellos. Donde el mozo de espadas con todo el afecto y respeto que le une al matador, comienza a vestirle, tratando de aliviar sus miedos y transmitiéndole todo el apoyo y orgullo que le profesa. Es un momento de mucha complicidad entre ambos, que llega a crear en la mayoría de las ocasiones vínculo familiar y casi único, lleno de respeto y admiración. El Matador reza y su mozo de espadas con él, siempre unidos en el mismo camino.
Legado el momento del desplazamiento del hotel hacia la plaza, es cuando el mozo de espadas actúa como filtro frente al público, la prensa, los conocidos, todo ya todo lo que se acerque a su matador, para evitar que algo pueda dañar la tranquilidad del el maestro antes de la faena.

## Actuación durante la corrida
Una vez llegados a la plaza, el mozo se separa unos minutos de su matador, para preparar todo en su querido y temido callejón, antes de que se inicie el maestro paseíllo sin retorno al patio de cuadrillas.
En la plaza sumamos a las conversaciones entre torero y mozo de espadas, las fugaces miradas. Con una sola mirada entre ellos dos, el mozo recibe las órdenes de su matador de inmediato, si no es que las ha intuido antes. La actuación del mozo de espadas, sigue siendo de angustia y complicidad ya que no se acaba hasta que se sale de la plaza con el triunfo o el pecado.
El mozo de espadas siempre protector, apoyado en las tablas y con la mirada fija en los ojos de su matador, cuando está en el ruedo y en su espalda cuando está a la espera. En todo momento está leyendo las inquietudes del torero, sin perder nunca la concentración y asistir desde el callejón, con el agua, la toalla, las espadas, muletas, capotes o cualquier otra cosa que este necesite.
Vemos, que el mozo de espadas, con sus ojos le susurra, le recuerda y le asegura con la mirada, que sigue ahí y que siempre, siempre, pase lo que pase, estará aquella tarde a su lado, como lo hace cada día del año desde que le Acompaña en su valiente vida.

## Ocupaciones tras la corrida
Al terminar la faena, todos regresan al hotel en la furgoneta. Mientras el mozo, su protegido un maestro de los seguidores entregándoles fotos firmadas a su gente. Una vez llegan al hotel, el mozo acompaña a su matador para quitarle el traje y comentar la tarde. Al mismo tiempo, ya ha supervisado que todo está a punto para salir de nuevo a la carretera, para viajar a un nuevo destino.
Cuando llegan nuevamente al hotel (después de un largo viaje) toda la cuadrilla aprovecha para seguir descansando en las habitaciones, menos el mozo de espadas. Ahí, en su habitación, en su soledad se comunica con el traje. Revisa cuidadosamente su estado, la camisa, las medias, las zapatillas. Es un momento duro, de cansancio y de sueño del mozo de espadas.
Caso de los rotos, lava las manchas hasta que queda impoluto, buscando qué este listo y seco antes de su propio descanso. Si le queda tiempo, antes del desayuno y del sorteo, descansará unas horas, para volver a estar al cien por cien para su matador y su cuadrilla.
Dicen que el mozo de espadas es el hombro y el compañero del Maestro, para las lágrimas y las risas del que admira y protegido tanto en el miedo como en la victoria, de noche y día.